# Fürstenberg-Fürstenberg
Fürstenberg-Fürstenberg es un término colectivo aplicado a los territorios gobernados por los príncipes imperiales de Fürstenberg en el Círculo de Suabia durante los últimos siglos del Sacro Imperio Romano Germánico. El principado existió como inmediación imperial territorial desde cuando Hermann Egon fue elevado al estado de príncipes imperiales (Reichsfürstenstand) en 1664 hasta su mediatización en 1806.
El principado consistió, en tiempos diferentes, en dos estados históricos del sur de Baden-Württemberg, Alemania. Ambos condados fueron nombrados en relación con el estado de Fürstenberg y el castillo del mismo nombre. El primer condado fue creado como una partición del Condado de Fürstenberg en 1408. Después de la muerte de su único Conde, Enrique VIII, fue dividido entre Fürstenberg-Baar y Fürstenberg-Geisingen. El segundo estado emergió como una partición de Fürstenberg-Stühlingen en 1704. Fue elevado a Principado en 1716, y fue dividido entre sí mismo y Fürstenberg-Pürglitz en 1762 después de la muerte del Príncipe José Guillermo Ernesto. Cuando el Príncipe Carlos Joaquín, el último de los Príncipes de Fürstenberg-Fürstenberg, murió en 1804, el Condado fue heredado por los Príncipes de Fürstenberg-Pürglitz.

## Jefes de Estado

### Conde (primera creación) (1408-41)
- Enrique VII (1408-41)

### Conde (segunda creación) (1704-16)
- José Guillermo Ernesto, Conde 1704-16 (1699-1762), tataranieto de Cristóbal II, Conde de Fürstenberg

### Príncipes (1716-1804)[1]
- José Guillermo Ernesto, 1.º Príncipe 1716-62 (1699-1762)
  - José Wenceslao, 2.º Príncipe 1762-83 (1728-1783), hijo mayor de José Guillermo Ernesto
    - José María Benedicto, 3.º Príncipe 1783-96 (1758-1796)
    - Carlos Joaquín, 4.º Príncipe 1796-1804 (1771-1804)

A la extinción de esta línea en 1804, los títulos y territorios pasaron a los Príncipes de Pürglitz, descendientes del segundo hijo de José Guillermo Ernesto.